# چینی‌های خارجی
چینی‌های خارجی اصطلاحی است که به مردمی از نژاد چینی گفته می‌شود که در خارج از کشور چین زندگی می‌کنند. منظور از "کشور چین" در این مورد می‌تواند تنها جمهوری خلق چین باشد یا تمام سرزمین‌هایی که جمهوری خلق چین و جمهوری چین (که دو کشور رقیب هستند) بر آن‌ها حکومت می‌کنند. در ضمن گاهی و البته به ندرت، مردم هنگ کنگ و ماکائو نیز جز "چینی‌های خارجی" محسوب می‌شوند.

## مالزیایی‌های چینی
مالزیایی‌های چینی (یا چینی‌های مالزیایی) به گروهی از «چینی‌های خارجی» گفته می‌شود که مقیم مالزی هستند. اکثر پیشگامان این گروه بین قرن‌های هفده و نوزده به مالزی مهاجرت کرده‌اند. در خود مالزی استفاده از عبارت «چینی‌های مالزیایی» برای اشاره به آن‌ها مرسوم‌تر است.
در سال ۲۰۰۴ جمعیت چینی‌های مالزی چیزی در حدود ۷ میلیون نفر بود.